# Kỉ niệm chương FIFA
Kỉ niệm chương FIFA là giải thưởng cao quý nhất của Liên đoàn bóng đá thế giới (FIFA). Giải thưởng này được FIFA trao hàng năm. Nó thường được trao cho các cá nhân có những đóng góp đặc biệt cho bóng đá.
Tại cuộc họp kỉ niệm 100 năm FIFA (năm 2004), FIFA quyết định mỗi thập kỉ tồn tại của FIFA sẽ trao tặng một giải thưởng. Như vậy có tất cả 10 giải thưởng được trao cho các cổ động viên, tổ chức, câu lạc bộ và một giải cho Bóng đá châu Phi. Các giải thưởng này được gọi là Kỉ niệm chương 100 năm FIFA.
Người được giải không nhất thiết phải có hoạt động trực tiếp tới bóng đá. Một trong những cá nhân nổi tiếng nhận giải là Nelson Mandela, người đã giúp Nam Phi trở lại với bóng đá quốc tế.

## Người nhận giải

### Cầu thủ
| Cầu thủ           | Năm  | Quốc tịch       |
| Francisco Varallo | 1994 | Argentina       |
| Zico              | 1996 | Brasil          |
| Bobby Moore       | 1996 | Anh             |
| Salif Keita       | 1996 | Mali            |
| Michelle Akers    | 1998 | Hoa Kỳ          |
| Larbi Ben Barek   | 1998 | Pháp            |
| Gilmar            | 1998 | Brasil          |
| Gerd Müller       | 1998 | Đức             |
| Fernand Sastre    | 1998 | Pháp            |
| Franz Beckenbauer | 2004 | Đức             |
| Pelé              | 2004 | Brasil          |
| Lee Ramoon        | 2004 | Quần đảo Cayman |
| Johnny Warren     | 2004 | Úc              |

### Trọng tài bóng đá
| Trọng tài            | Năm  | Quốc tịch |
| Farouk Bouzo         | 1996 | Syria     |
| Javier Arriaga Muñiz | 1996 | México    |

### Quan chức bóng đá
| Quan chức           | Năm  | Quốc tịch   |
| Maurice Burlaz      | 1996 | Pháp        |
| Guillermo Canedo    | 1998 | México      |
| Henry Fok           | 1998 | Hồng Kông   |
| Julio Grondona      | 1998 | Argentina   |
| Viacheslav Koloskov | 1998 | Nga         |
| Bert Millichip      | 1998 | Anh         |
| Karl-Heinz Weigang  | 1998 | Đức         |
| Santiago Bernabéu   | 2002 | Tây Ban Nha |
| João Havelange      | 2004 | Brasil      |
| Jules Rimet         | 2004 | Pháp        |

### Cá nhân khác
| Cá nhân         | Năm  | Quốc tịch |
| Henry Kissinger | 1996 | Hoa Kỳ    |
| Nelson Mandela  | 1998 | Nam Phi   |

### Câu lạc bộ
| Cầu thủ        | Năm  | Quốc tịch   |
| Real Madrid    | 2004 | Tây Ban Nha |
| Sheffield F.C. | 2004 | Anh         |

### Tổ chức
| Tổ chức                                          | Năm  | Quốc tịch | Tổ chức quản lý |
| Douglas Ivester                                  | 1996 | Hoa Kỳ    | Coca-Cola       |
| Robert Louis-Dreyfus                             | 1996 | Pháp      | Adidas          |
| Adidas                                           | 2004 | Đức       |                 |
| Coca-Cola                                        | 2004 | Hoa Kỳ    |                 |
| Association Internationale de la Presse Sportive | 2004 | Pháp      |                 |

### Khác
| Người nhận                               | Năm  |
| African Football                         | 2004 |
| Cổ động viên Nhật Bản                    | 2004 |
| Cổ động viên Hàn Quốc                    | 2004 |
| Hiệp hội bóng đá Uruguay                 | 2004 |
| International Football Association Board | 2004 |
| Truyền hình                              | 2004 |